# Tokmak
Tokmak (em ucraniano:  Токмак) é uma cidade da Ucrânia, situada no Oblast de Zaporíjia. Tem 32,46 km² de área e sua população em 2020 foi estimada em 30.532 habitantes.